# Teichpflanze
Teichpflanzen ist die Bezeichnung des Fachhandels für Pflanzen, die in und in unmittelbarer Nähe zu künstlichen Teichen angesiedelt sind, wie z. B. Schwimmteichen, Badeteichen und Löschwasserteichen. Bezogen werden sie in der Regel über den Fachhandel.

## Systematik
In der botanischen Systematik sind sie teilweise eine Unterkategorie der Wasserpflanzen. Der Fachhandel teilt diese Pflanzen nach deren Lebensraum in Bezug auf den Teich ein.

### Uferpflanzen
| Name                                | Wassertiefe in cm | Blütezeit  |
| ----------------------------------- | ----------------- | ---------- |
| Sumpfdotterblume (Caltha palustris) | 0–10              | April–Mai  |
| Wollgras (Eriophorum angustifolium) | 0–10              | April–Juli |
| Fieberklee (Menyanthes trifoliata)  | 4–10              | Mai–Juni   |
| Schwertlilie (Iris pseudacorus)     | 5–20              | Mai–Juni   |

### Sumpfzonenpflanzen
| Name                                 | Wassertiefe in cm | Blütezeit        |
| ------------------------------------ | ----------------- | ---------------- |
| Tannenwedel (Hippuris vulgaris)      | 10–30             | Mai–Juli         |
| Schwanenblume (Butomus umbellatus)   | 10–20             | Juni–August      |
| Pfeilkraut (Sagittaria sagittifolia) | 10–20             | Juni–August      |
| Kalmus (Acorus calamus)              | 10–20             | August–September |

### Tiefwasserpflanzen
Die Tiefwasserpflanzen werden in tiefen Wasser eingesetzt.
| Name                             | Wassertiefe in cm | Blütezeit      |
| -------------------------------- | ----------------- | -------------- |
| Gelbe Teichrose (Nuphar lutea)   | 100–150           | Juni–September |
| Seekanne (Nymphoides peltata)    | 20–50             | Juli–August    |
| Wasserfeder (Hottonia palustris) | 30–60             | Mai–Juni       |
| Krebsschere (Stratiotes aloides) | 40–80             | Mai–August     |
| Wassernuss (Trapa natans)        | 30–60             | Juli–August    |
| Laichkraut (Potamogeton natans)  | 60–100            | Mai–August     |

### Schwimmpflanzen
| Name                                   |
| -------------------------------------- |
| Wasserhyazinthe (Eichhornia crassipes) |
| Wassersalat (Pistia stratiotes)        |

### Unterwasserpflanzen
Dieser Pflanzentyp gibt unterwasser dem Teich Sauerstoff.
| Name                                       |
| ------------------------------------------ |
| Glänzendes Laichkraut (Potamogeton lucens) |